# Tulipan górski
Tulipan górski (Tulipa montana Lindl.) – gatunek rośliny z rodziny liliowatych. Rośnie dziko w Iranie, Turkiestanie i Izraelu. Jest uprawiany w niektórych krajach. Przez ogrodników jest zaliczany do 15 grupy tulipanów zwanych tulipanami botanicznymi.

## Morfologia
Łodyga wzniesiona, prosta, dość gruba, naga, o wysokości do 50 cm.  Ulistnienie skrętoległe, Liście duże, bezogonkowe, wąskoeliptyczne z ostrym wierzchołkiem, pokryte woskowym nalotem. Jest ich kilka. Kwiaty duże, czerwone. Pod ziemią duża cebula okryta suchą łuską, zwykle brunatną lub brązową.

## Udział w kulturze
Znawcy roślin biblijnych twierdzą, że tulipany wymienione są w biblijnej Pieśni nad Pieśniami, chociaż nie pod obecną nazwą botaniczną. W wersecie 2,2 kryją się pod słowem tłumaczonym w Biblii Tysiąclecia jako lilia, w wersecie 2,12 opisane są hebrajskim słowem nișșänîm (w języku arabskim nissan). Słowo to oznacza miesiąc wiosenny, ale również grupę roślin o czerwonych kwiatach, które w tym miesiącu kwitną. Hebrajska nazwa pierwszego miesiąca w kalendarzu żydowskim – Nissan pochodzi właśnie od czerwonych kwiatów tych roślin: nișșänîm oznacza „kwitnący czerwono”. W rzeczywistości w obydwu tych wersetach chodzi o czerwono zakwitające wiosną pospolite w Izraelu gatunki roślin o okazałych czerwonych kwiatach. W grę wchodzą: zawilec wieńcowy, jaskier azjatycki, mak polny i tulipany: tulipan górski i Tulipa agenensis (obydwa występują we florze Palestyny).